# 利诺·阿巴吉尔

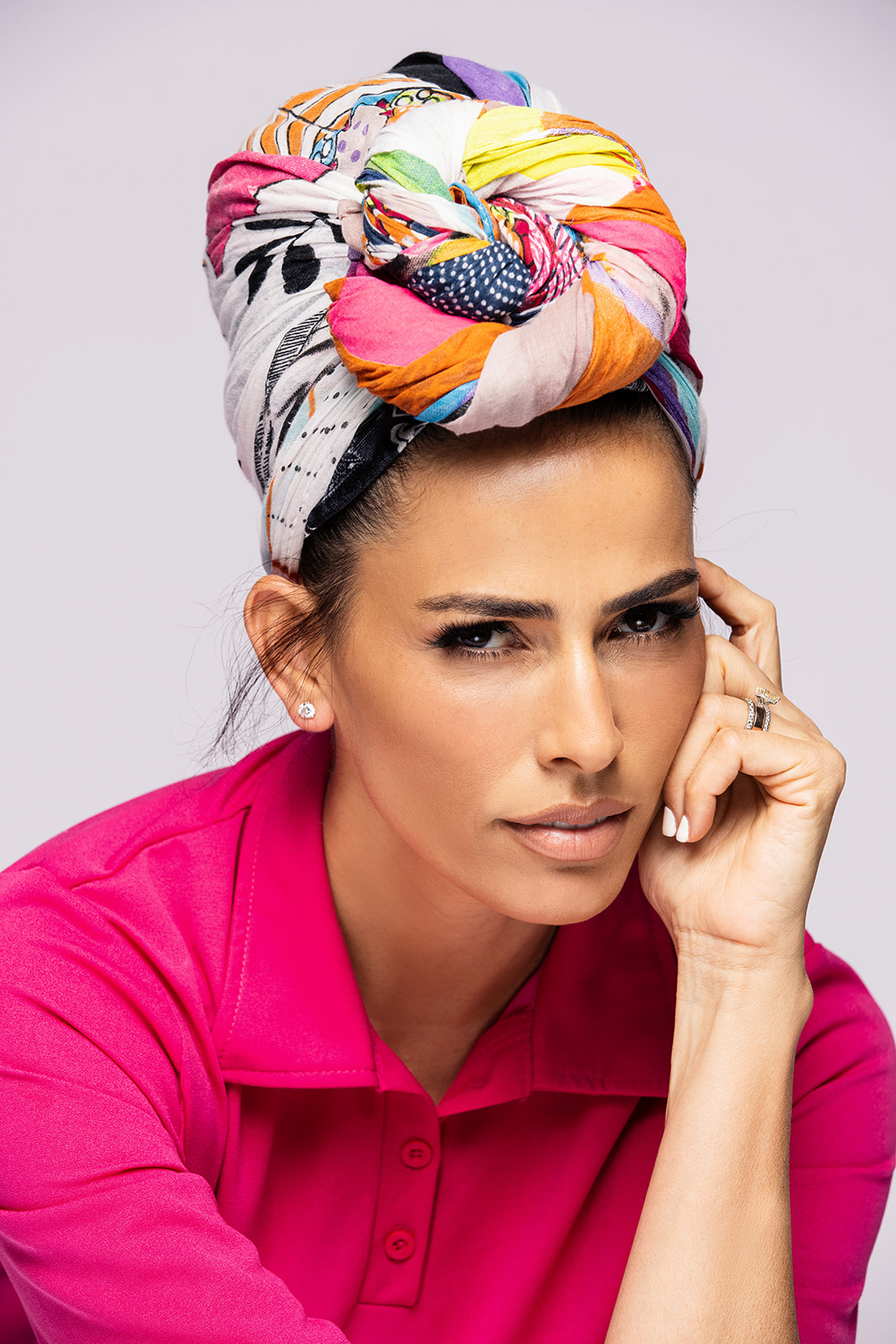
利诺·阿巴吉尔

林诺·阿巴吉尔（希伯來語：‎ ，1980年2月17日—）是一名以色列律师、演员、模特和选美皇后。
阿巴吉尔生于以色列内坦亚。 她的家族有摩洛哥犹太人血统。阿巴吉尔毕业于内坦亚学院，获得法学学士学位，之後又取得以色列律师執業资格。 
1996年，她与模特经纪公司签约。1998年，阿巴吉尔加冕以色列小姐。不久她被强奸，不過最終赢得了1998年世界小姐大赛冠军 。自那时起，她積極參與全球反对性暴力的活動。 
2006年7月，阿巴吉尔在巴塞罗那与立陶宛篮球运动员沙鲁纳斯·亚西克维丘斯结婚。 2008年，两人离婚。 2010 年，阿巴吉尔与奥伦·卡方 (Oron Calfon) 结婚，并皈依了猶太教正統派。 